# Gwijde van Luxemburg-Ligny
Gwijde van Luxemburg-Ligny (circa 1340 - Baesweiler, 23 augustus 1371) was van 1360 tot aan zijn dood graaf van Saint-Pol en van 1364 tot aan zijn dood graaf van Ligny. Hij behoorde tot het huis Luxemburg.

## Levensloop
Gwijde was de zoon van heer Jan I van Ligny en Alix van Dampierre, vrouwe van Richebourg. Hij huwde met Mahaut van Saint-Pol (1335-1378), dochter van graaf Jan van Saint-Pol.
Na het overlijden van zijn schoonbroer Gwijde V werd Gwijde van Luxemburg-Ligny in 1360 graaf van Saint-Pol. In 1364 volgde hij zijn vader op als graaf van Ligny en als heer van Roussy, Beauvoir, Richebourg en Ailly.
Op 22 augustus 1371 nam hij deel aan de Slag bij Baesweiler, een onderdeel van het conflict tussen het hertogdom Brabant enerzijds en het hertogdom Gulik en het hertogdom Gelre anderzijds. Bij de veldslag raakte hij zwaargewond, waarna hij op het slagveld werd achtergelaten. Terwijl hij om hulp riep, werd hij de dag nadien ontdekt door een plunderaar, die Gwijde vermoordde en hem beroofde. Toen de plunderaar Gwijdes bezittingen probeerde te verkopen, werd hij gearresteerd en opgehangen.

## Nakomelingen
Gwijde en Mahaut kregen volgende kinderen:
- Walram III (1356-1415), graaf van Ligny en Saint-Pol
- Peter (1369-1387), bisschop van Metz, pseudokardinaal en zalig verklaard
- Margaretha, huwde in 1377 met Peter van Enghien en in 1396 met Jean III de Werchin
- Jan (1370-1397), heer van Beauvoir
- Andreas (overleden in 1396), bisschop van Cambrai
- Maria, huwde eerst met Jean de Condé en daarna met graaf Simon van Salm
- Johanna (overleden in 1430), gravin van Ligny en Saint-Pol

## Voorouders
| Overgrootouders | Walram I van Ligny (-1288) ∞ Johanna van Beaurevoir (-)                | Walram I van Ligny (-1288) ∞ Johanna van Beaurevoir (-)                | ? (-) ∞ ? (-)                                                          | ? (-) ∞ ? (-)                                                          | ? (-) ∞ ? (-)                                                          | ? (-) ∞ ? (-)                                                          | ? (-) ∞ ? (-)                                                          | ? (-) ∞ ? (-)                                                          | ? (-) ∞ ? (-) | ? (-) ∞ ? (-) |
| Grootouders     | Walram II van Ligny (1275-1353) ∞ Guyotte (-)                          | Walram II van Ligny (1275-1353) ∞ Guyotte (-)                          | Walram II van Ligny (1275-1353) ∞ Guyotte (-)                          | Walram II van Ligny (1275-1353) ∞ Guyotte (-)                          | Gwijde van Richebourg (1300-1345) ∞ Beatrix van Putten (-)             | Gwijde van Richebourg (1300-1345) ∞ Beatrix van Putten (-)             | Gwijde van Richebourg (1300-1345) ∞ Beatrix van Putten (-)             | Gwijde van Richebourg (1300-1345) ∞ Beatrix van Putten (-)             |               |               |
| Ouders          | Jan I van Luxemburg-Ligny (1300-1364) ∞ Alix van Dampierre (1322-1346) | Jan I van Luxemburg-Ligny (1300-1364) ∞ Alix van Dampierre (1322-1346) | Jan I van Luxemburg-Ligny (1300-1364) ∞ Alix van Dampierre (1322-1346) | Jan I van Luxemburg-Ligny (1300-1364) ∞ Alix van Dampierre (1322-1346) | Jan I van Luxemburg-Ligny (1300-1364) ∞ Alix van Dampierre (1322-1346) | Jan I van Luxemburg-Ligny (1300-1364) ∞ Alix van Dampierre (1322-1346) | Jan I van Luxemburg-Ligny (1300-1364) ∞ Alix van Dampierre (1322-1346) | Jan I van Luxemburg-Ligny (1300-1364) ∞ Alix van Dampierre (1322-1346) |               |               |